# Marcial Ávalos
Marcial Ávalos (* 5. Dezember 1921; † unbekannt) war ein paraguayischer Fußballspieler. Der Stürmer nahm mit der Nationalmannschaft seines Heimatlandes an der Weltmeisterschaft 1950 in Brasilien teil.

## Karriere

### Verein
Marcial Ávalos spielte mindestens im Weltmeisterschaftsjahr 1950 bei Cerro Porteño. In diesem Jahr wurde das Team paraguayischer Meister. Weitere Daten zu seiner Vereinskarriere sind nicht belegt.

### Nationalmannschaft
Ávalos wurde in den Kader Paraguays für die Weltmeisterschaft 1950 berufen, kam allerdings in den beiden Spielen gegen Schweden und Italien nicht zum Einsatz. Die Albirroja schied in der Gruppenphase aus.

## Erfolge
Cerro Porteño
- Paraguayischer Meister: 1950